# Die Chance deines Lebens
Die Chance deines Lebens (Tiếng Anh: The Chance of a Lifetime) là phiên bản gốc của loạt game show Deal or No Deal . Nó được phát sóng tại Đức bởi đài truyền hình Sat.1 từ ngày 30 tháng 4 đến ngày 18 tháng 12 năm 2000. Chương trình được dẫn bởi Kai Pflaume và có giải thưởng cao nhất trị giá 10 triệu Deutsche Mark (khoảng 5,112,919 €). Đã có 6 tập được phát sóng trực tiếp

## Luật chơi
Có 1.000 thí sinh tranh tài trong mỗi chương trình trực tiếp. Chúng được chia thành 10 khán đài cho 100 người, đánh số từ 1 đến 10. Mỗi khối cũng được chia thành 5 khối cho 20 người, được đánh dấu từ A đến E.

### Luật chơi đầu tiên (tháng 4 - tháng 5 năm 2000)
Trong hai tập đầu tiên, luật chơi gồm 10 vòng thi.

#### Vòng 1–3
Vòng đầu tiên bao gồm một câu hỏi trắc nghiệm với ba phương án. Tất cả 1.000 thí sinh có 6 giây để trả lời câu hỏi thông qua bàn phím. Họ được chia thành hai đội: đội đỏ (khán đài 1–5) và đội xanh (khán đài 6–10). Mỗi câu trả lời đúng sẽ mang lại cho khán đài đó một điểm. Sau câu hỏi, khán đài nào nhiều điểm nhất sẽ thắng cuộc.
Trong vòng 2, năm khán đài của đội chiến thắng đấu với nhau theo cách giống hệt như ở vòng 1, chỉ một trong số năm khán đài được tiếp tục vào vòng tiếp theo. Sau đó, năm khối của khán đài đó đấu với nhau trong vòng 3. Sau 3 vòng thi, còn lại 20 thí sinh đi tiếp.

#### Vòng 4
Tất cả 20 người chơi đối mặt với nhau để trả lời các câu hỏi. Đối với mỗi cặp, một câu hỏi mở được đưa ra. Người đầu tiên bấm chuông và trả lời đúng sẽ đi tiếp vào vòng tiếp theo. Nếu trả lời sai sẽ rời khỏi chương trình

#### Vòng 5
10 người chơi được chia thành hai nhóm (mỗi nhóm năm người). Một video được hiển thị, sau đó mỗi nhóm được hỏi một câu hỏi liên quan đến video. Trong mỗi nhóm, ba người chơi có dự đoán gần đúng nhất sẽ đi tiếp vòng tiếp theo

#### Vòng phụ 1
Giờ đây, 6 người chơi có cơ hội nhận giải thưởng trị giá 10.000 DM và dừng cuộc chơi. Họ đứng cạnh nhau, với mọi người chơi đứng trước một vòng tròn nhỏ của đèn neon được lắp đặt trên sàn bục. Nếu họ muốn nhận lời đề nghị, họ phải bước tới và chạm vào vòng tròn bằng chân của mình, sau đó, vòng tròn sẽ bị tắt. Người đầu tiên làm như vậy rời khỏi trò chơi với số tiền và được thay thế bởi một khán giả được chọn bởi Random Remote of Doom. Nếu không ai muốn rời đi, Random Remote of Doom chọn một khán giả để giành tiền thay thế.

#### Vòng 6
6 người chơi còn lại đối mặt với nhau - trong mỗi trận đấu, một câu hỏi trắc nghiệm với ba phương án được đưa ra. Người đầu tiên bấm chương vào và đưa ra câu trả lời đúng sẽ thắng, nếu không đối thủ phải chọn từ hai phương án còn lại để đi tiếp.

#### Vòng 7
Một câu hỏi mở được đưa ra, sau đó một số gợi ý xuất hiện để giúp người chơi. Người chơi có thể bấm chuông bất cứ lúc nào - nếu người chơi đúng, người chơi sẽ giành được một điểm. Hai người chơi được 2 điểm sẽ đi tiếp vào vòng tiếp theo
Sau vòng thi, Random Remote of Doom chọn ra một khán giả để tham gia cùng những người chiến thắng trong vòng 8.

#### Vòng 8
3 người chơi phải sắp xếp bảy sự kiện lịch sử theo thứ tự thời gian. Người chơi có kết quả kém nhất sẽ bị loại.

#### Vòng phụ 2
Vòng này hoạt động giống như trong vòng phụ 1 ngoại trừ một chiếc ô tô (trị giá 50.000 DM) được trao và nếu cả hai thí sinh quyết định không dừng cuộc chơi, thì 10.000 DM sẽ được thêm vào ưu đãi.

#### Vòng Bán kết
Đây là vòng chơi hay nhất trong số bảy vòng thi: một câu hỏi được đưa ra, sau đó các đáp án sẽ từ từ được đưa ra. Nếu đã có bảy lựa chọn và không có thí sinh nào quyết định trả lời, thì từng lựa chọn sai sẽ bị biến mất. Các thí sinh có thể bấm chuông vào bất cứ lúc nào. Nếu người chơi đúng, người chơi giành được một điểm, nếu không thì điểm thuộc về đối thủ. Ai được 4 điểm đầu tiên người đó vòng đặc biệt

#### Vòng đặc biệt
Người chiến thắng ngồi trên một chiếc ghế bành màu đỏ nhô lên trời. Anh ta bắt đầu vòng đấu với 1 DM. Bảy câu hỏi trắc nghiệm được đặt ra, mỗi câu có bảy đáp án nhưng chỉ một trong số đó đúng. Thí sinh có 30 giây để trả lời mỗi câu hỏi. Đối với mỗi câu trả lời đúng, số 0 được cộng vào tiền thắng được, giải thưởng tối đạt có thể đạt được là 10,000,000 DM

### Luật chơi thứ hai (tháng 10 đến tháng 12 năm 2000)
Kể từ ngày 1 tháng 10 năm 2000, luật chơi của Die Chance deines Lebens đã được thay đổi, và bây giờ bao gồm năm vòng đấu.

#### Vòng 1
Một video được hiển thị, sau đó một câu hỏi trắc nghiệm liên quan đến video được đưa ra. Câu hỏi có năm câu trả lời, ba trong số chúng đúng. Tất cả 1.000 thí sinh sẽ chốt sự lựa chọn thông qua bàn phím, và sau khi câu trả lời đúng được tiết lộ, 5 thí sinh trả lời đúng câu hỏi trong thời gian nhanh nhất được gọi lên sân khấu để thi đấu vòng 2.

#### Vòng 2
Mỗi thí sinh được trả lời năm câu hỏi trắc nghiệm, mỗi câu hỏi có năm đáp án và phải trả lời trong thời gian 5 phút. Đối với mỗi câu trả lời đúng, số tiền họ giành được sẽ tăng lên:
- Đúng 1 câu: 1.000 DM
- Đúng 2 câu: 2.500 DM
- Đúng 3 câu: 5.000 DM
- Đúng 4 câu: 10.000 DM
- Đúng 5 câu: 50.000 DM

Số tiền đó là của họ để giữ bất kể kết quả như thế nào.

#### Vòng phụ
Chỉ 3 thí sinh có câu trả lời đúng nhất mới được đi tiếp vào vòng này. Giờ đây, những người chơi này có cơ hội dừng cuộc chơi với số tiền chiến thắng cũng như một chiếc xe hơi mới. Nếu một trong ba người chơi quyết định bỏ đi, ứng cử viên đứng thứ tư ở vòng trước sẽ thay thế họ. Nếu không có ai trong ba đối thủ rời đi, một câu hỏi sẽ được đặt ra cho các khán giả còn lại, với người chơi trả lời đúng nhanh nhất sẽ giành được xe.

#### Vòng 3
Vòng thi diễn ra tương tự như vòng 8 của luật chơi đầu tiên, chỉ khác là chỉ có năm sự kiện lịch sử.

#### Bán kết
Vòng này là vòng hay nhất trong 5 vòng: một câu hỏi trắc nghiệm với năm câu trả lời được đưa ra. Cứ sau 10 giây, một lựa chọn sai sẽ biến mất. Người dự thi có thể bấm chuông vào bất kỳ lúc nào. Một câu trả lời đúng sẽ giành được một điểm cho thí sinh, nếu không thì điểm thuộc về đối thủ. Người đầu tiên được 3 điểm sẽ vào chung kết, với tất cả 99 người chơi khác từ lực chọn của người chiến thắng sẽ đạt được 1.000 DM ngay lập tức.

#### Vòng đặc biệt
Vòng hoạt động tương tự như vòng đặc biệt của định dạng đầu tiên, ngoại trừ giới hạn thời gian được kéo dài đến 60 giây và mức tiền thưởng mới được giới thiệu:
- Đúng 1 câu: 25.000 DM
- Đúng 2 câu: 50.000 DM
- Đúng 3 câu: 100.000 DM
- Đúng 4 câu: 250.000 DM
- Đúng 5 câu: 500.000 DM
- Đúng 6 câu: 1.000.000 DM
- Đúng 7 câu: 10.000.000 DM

### Tập 6 (18 tháng 12 năm 2000)
Trong tập thứ sáu, năm thí sinh lọt vào vòng chung kết của các chương trình trước được mời trở lại chương trình và cố gắng nhận một cơ hội khác để giành được 10 triệu DM, với các quy tắc của luật chơi thứ hai được áp dụng.

## Người chiến thắng
Trong hai tập đầu tiên (phát sóng vào ngày 30 tháng 4 và ngày 7 tháng 5 năm 2000), hai người vào chung kết là Uwe đến từ Sankt Goar và Roy đến từ Bremerhaven, người đã giành được lần lượt 10.000 DM và 100.000 DM.
Theo luật chơi thứ 2, Andreas Voß đã trở thành người vào chung kết trong tập thứ ba (phát sóng vào ngày 1 tháng 10 năm 2000) sau vòng bán kết gây tranh cãi, nơi mà Francis Gröning đã thua do một số vấn đề kỹ thuật. Anh ấy đã giành được 250.000 DM.
Trong tập thứ tư (phát sóng vào ngày 15 tháng 10 năm 2000), Florian Lederer trở thành người chiến thắng lớn nhất của chương trình. Anh ấy đã giành được 500.000 DM.

## Ratings
Tập đầu tiên có rating lên tới 5,41 triệu người xem và 20,7% thị phần. Ở nhóm tuổi 14-49, tỷ lệ này chiếm 21,6%. Tuy nhiên, các con số dần dần giảm xuống. Sau bốn tập, chương trình chỉ có trung bình 4,71 triệu người xem và 17% thị phần. Với xếp hạng thấp so với gameshow của RTL Wer wird Millionär?, Die Chance deines Lebens sau đó đã bị hủy bỏ. Trước khi phát sóng, các nhà điều hành của Sat.1 đã hy vọng sẽ có khoảng 6 triệu khán giả.

## Phiên bản quốc tế
Phiên bản này sau đó đến Hà Lan vào tháng 11 năm 2000 với tên gọi Miljoenenjacht (Săn tiền triệu), do Linda de Mol dẫn. Vào tháng 12 năm 2002, Miljoenenjacht giới thiệu trò chơi mở cặp, trò chơi này được biết đến ở nhiều quốc gia với tên gọi Deal hoặc No Deal .
Una vez en la vida (Once in a Lifetime), một gameshow của Tây Ban Nha do Constantino Romero dẫn và phát sóng trên Antena 3 vào năm 2001, dựa trên chương trình này. Trong mỗi tập phim có 210 người chơi cạnh tranh để giành giải thưởng lớn 210 triệu pesetas (€ 1,262,125).